# Павляк Кость Степанович
Кость (Костянтин) Павляк (нар. 18 червня 1964, Борислав, Львівська область) — український поет, композитор і виконавець (бард).

## Біографія
Павляк Кость (нар. 18 червня 1964, Борислав, Львівська область) — український поет, композитор і виконавець (бард). Працює також як літератор під псевдонімами, найвідоміший з яких Кока Черкаський. Доводиться онуком по материнській лінії народній лемківській співачці Драган Анні.
Навчався у Бориславській середній школі № 1, з 1978 року — в Українській Республіканській фізико-математичній школі-інтернаті у м. Київ (КФМШІ). З 1987 року проживає у місті Черкаси.

## Освіта
- 1978–1981 — Київська республіканська фізико-математична школа-інтернат при КДУ ім. Т. Г. Шевченка.
- 1981–1987 — Київський національний університет імені Тараса Шевченка, фізичний факультет.

## Мистецька діяльність
- Розпочав писати власні пісні у 1977 році, у місті Бориславі. Перші пісні були російськомовні.
- Дипломант фестивалів «Червона рута» (Чернівці, 1989 р.), «Дзвін» (Канів,1990 р.), «Крізь терни до зірок» (Черкаси, 1996 р.), «Срібні струни» (Черкаси, 1997 р.).
- Лауреат (I місце) фестивалю «На Кам'яній могилі» (Мелітополь, 1997 р.).
- Автор пісні «Там, на Лемківщині», котра після виконання її автором на Першому фестивалі «Червона рута» у 1989 році здобула широку популярність в середовищі патріотичної української молоді (Пласт, Студентське Братство тощо), увійшла до багатьох пісенних збірок (наприклад, «Пісенник Українського Лицаря»).
- Переможець Всеукраїнського конкурсу (2008 р.) перекладів пісень гурту «Бітлз» («The Beatles») українською мовою, приуроченого до візиту сера Пола Маккартні в Україну та його концерту на Майдані Незалежності.
- Автор паліндромонів— віршів, котрі читаються однаково у прямому та зворотному напрямках.
- Книги: «ТРАНС. Кока Черкаський» (2006), «Читати Конфуція. Кока Черкаський» (2007).
- Лауреат премії «Мистецький Олімп» 2006 р.
- Засновник і учасник рок-гурту «Вурдалаки», 2006 р.
- Учасник фестивалів «День Незалежності з Махном», 2006,2007 р.
- Учасник (у складі рок-гурту «Вурдалаки») заходів «Зроби подарунок Україні! Переходь на українську!» організованих рухом «Не будь байдужим»,2007 та фіналіст фестивалю «Мазепа-фест» (м. Полтава),2007.
- Запрошений учасник і хедлайнер 25-го фестивалю лемківської культури у м.Ждиня (Польща) «Лемківська Ватра», 2007.
- Запрошений учасник ІХ Всеукраїнського фестивалю лемківської культури «Дзвони Лемківщини», м.Монастириська 2007.
- Учасник фестивалю Патріотичної пісні імені К.Єрофєєва 27 травня 2010 р., м. Київ.
- учасник фестивалю «Відкриті небеса» 26 червня 2010, м. Київ.
- учасник фестивалів «Трипільське коло» та «Країна Мрій», липень, 2010 р.
- учасник Національного відбору (2010) для участі в пісенному конкурсі «Євробачення-2011».
- паліндромони Костянтина Павляка входять до антології «У сузір'ї Рака: Антологія української паліндромії»,2010, ISBN 978-966-10-1937-8, видавництво «Навчальна книга-Богдан», м.Тернопіль.
- Учасник фестивалю Патріотичної пісні імені К.Єрофєєва 27 травня 2011 р., м. Київ.
- учасник фестивалів «Трипільське Коло» та «Країна Мрій», липень, 2011 р.
- засновник та організатор першої в Україні мистецької акції «Я-пам'ятник собі!», листопад, 2011 р.
- У 2010—2011 роках тісно співпрацює з рок-гуртом «Артіш».
- учасник фестивалю «Бард-зна що» — 2012, учасник та співорганізатор фестивалю «Бард-зна що»-2013.

## Галерея

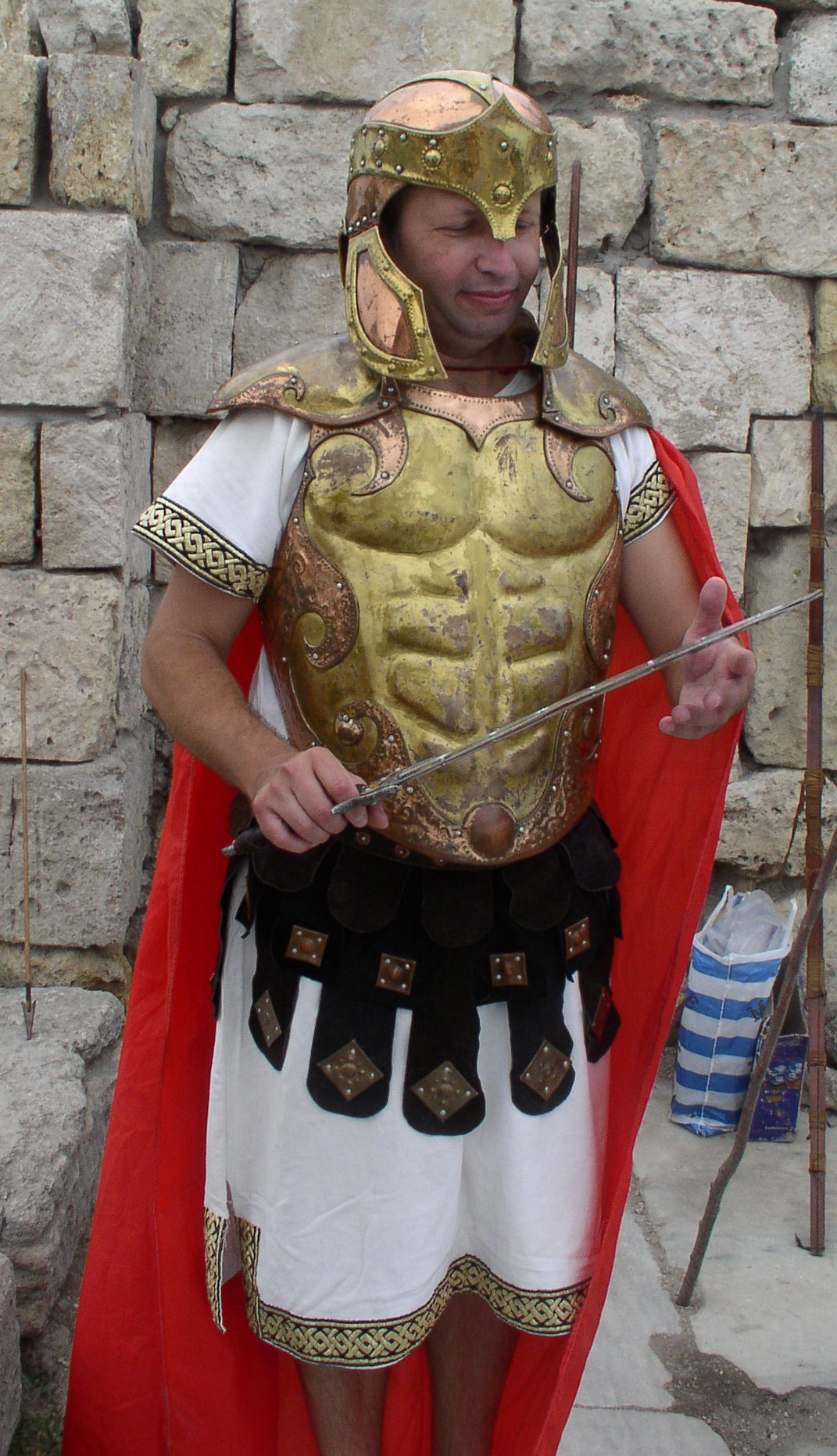
У давньоримському обладунку
У давньоруському обладунку. Новгород-Сіверський
Кока Черкаський у музеї "Кобзаря". 2011
Кока Черкаський проводить першу у світі мистецьку акцію "Я - пам'ятник собі!" 19.11.2011